# Râul Țiflic
Râul Țiflic este un curs de apă, afluent al râului Bistrița în zona lacului de acumulare Izvorul Muntelui. 

## Hărți
- Harta Munții Ceahlău  Arhivat în 28 iunie 2008, la Wayback Machine.